# Miami (Missouri)
Miami è un comune degli Stati Uniti d'America, situato nello Stato del Missouri, nella contea di Saline.